# Hævi mætal og hass
Hævi mætal og hass er det første studiealbum fra det danske rockband Red Warszawa. Pladen blev indspillet i et studie på Frederiksberg og består primært af genindspillede sange fra to tidligere demobånd. Dette gælder dog ikke sange som fx "Hævi mætal og hass", som også er titlen på albummet.
Produktionen af dette album var meget anderledes end på de tre tidligere demobånd, da dette var en rigtig studieoptagelse. Pladen fik en spilletid på 74 minutter og er også blevet kaldt Greatest Hits 1986-1996 Volume 1.

## Titel
Selve albumtitlen Hævi mætal og hass er en form for dansk slang for Heavy metal og hash, som ville være titlen stavet rigtigt.

## Sange
1. "Sten og Trille"
2. "Hurra skolen brænder"
3. "Mosekonen brygger"
4. "Norsk black metal"
5. "Heavy metal og hass"
6. "Analfabet"
7. "Lugter af fisk"
8. "Børn er dumme og grimme"
9. "Aldi"
10. "Singelingeling"
11. "Ticeman Control"
12. "Dødshimlen"
13. "Jeg hader alle mennesker"
14. "Har du nogen venner"
15. "Narkoøgle"
16. "Søren Autonom"
17. "Den sorte sang"
18. "2 slags geddar "
19. "Den dystra staden "
20. "Bagermester Jensen"
21. "Hestepik"

## Sang info
Sangen "Aldi" er sunget på tysk og gør grin med den tyske supermarkedskæde af samme navn.
Selve ordet "Ticeman" er opfundet af bandet. Det kan kaldes for en slags Faux-Anglicization af ordet tissemand.
"Den dystra staden" er sunget på svensk.

## Personal
- "Lækre" Jens Mondrup – vokal
- "Heavy" Henning Nymand – guitar
- "Tonser" Henrik – bas
- Jan Wiegandt – trommer
- Lars Schmidt – producer